# Andonis Remos
Andonis Remos (nombre real: Andonios Pasjalidis ) ( Düsseldorf, 19 de junio de 1970 ) es un cantante griego . Todos sus discos han sido multiplatino y es considerado uno de los cantantes más comerciales de la industria musical griega.

## Biografía

### Primeros años
Antonis Remos nació en Dusseldorf, Alemania el 19 de junio de 1970. Vivió allí hasta los 10 años, cuando se mudó a Tesalónica con su familia. Durante su infancia estuvo involucrado en la música, mientras aprendía a tocar la guitarra y la batería .

### Primeros éxitos comerciales (1992-2000)
Comenzó su carrera a la temprana edad de 17 años, inicialmente cantando en una taberna local.
La primera aparición pública oficial de Remos tuvo lugar en 1992 en el 31º Festival de la Canción de Tesalónica Remos hace su primera aparición en Atenas en la Pascua de 1995 en el centro "Diogenis Palace", junto a Dimitris Mitropanos, Stefanos Korkolis y Marios Tokas. El  mismo año firmó un contrato con Sony Music.
En 1996, se lanzó su primer álbum titulado "Antonis Remos" que se convirtió en oro en pocos meses y platino en menos de un año, superando los 90 000 ejemplares vendidos.
En 1997, Antonis Remos actúa en directo en "Handres" y "Diogenis Palace".
En abril de 1998, se lanzó su segundo álbum personal con el título "Hora de seguir adelante". El disco fue oro en un mes y luego platino.

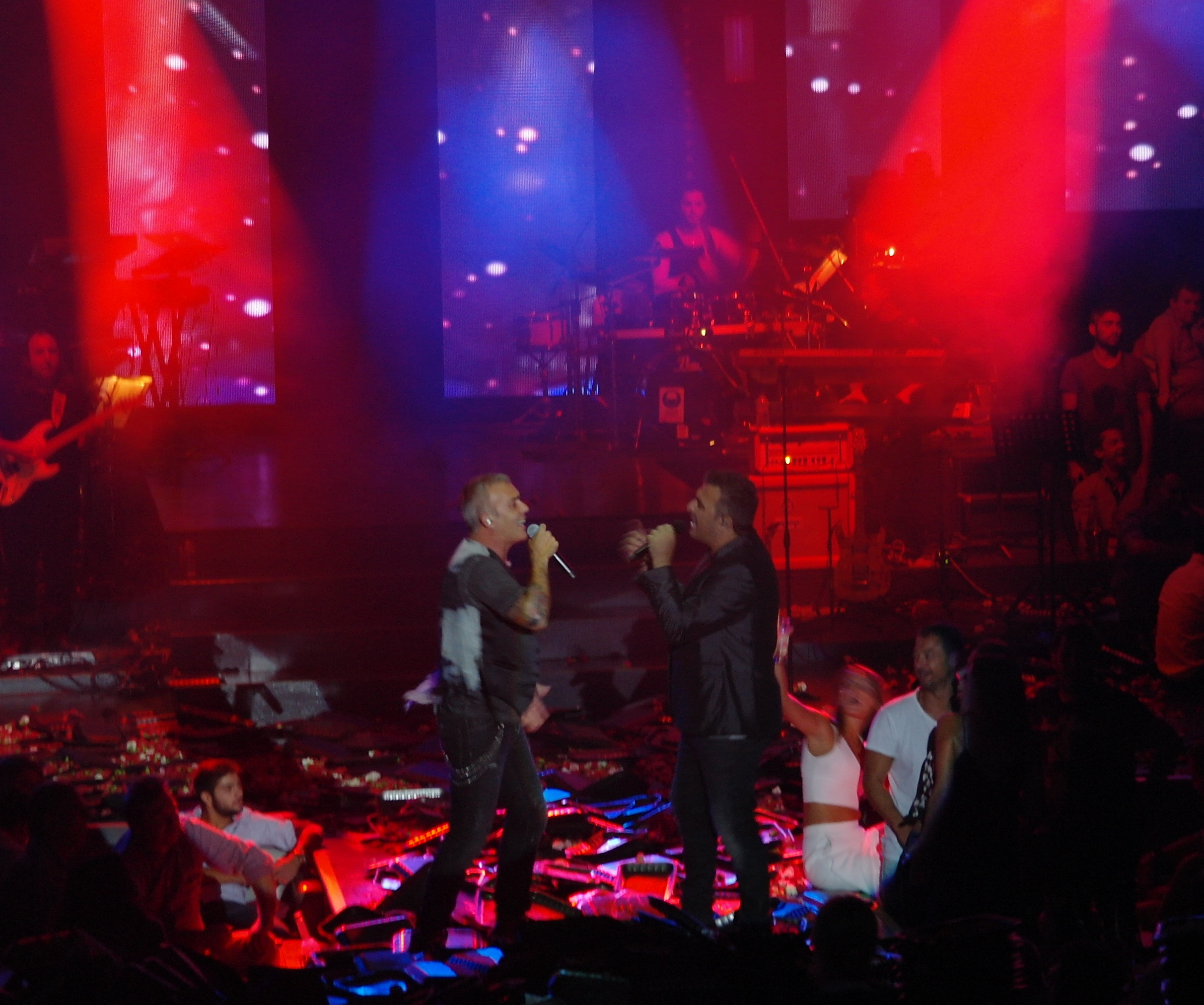
Remos con Stelios Rocco en 2013

Un año después, en diciembre de 1999, sale al mercado otro disco suyo, titulado "Otra vez desde el principio". En este álbum, Remos colabora con los compositores Christos Nikolopoulos y Stamatis Spanoudakis . El álbum rápidamente se convirtió en oro y luego en doble platino.

### Los años siguientes (2001-2010)
En junio de 2001, se lanzó un disco doble titulado "Solo una noche", que es una grabación en vivo de Remos en Apollo. El disco rápidamente se convirtió en doble platino.
En el invierno del mismo año, Remos apareció junto con Yiannis Pario en el Palacio Diogenis.
2001 es un año especial para Antonis Remos porque se encuentra por primera vez con George Theofanous . Este encuentro dará a luz a 3 obras completas, que dejan tras de sí canciones exitosas que toda Grecia ha cantado y amado. Su colaboración se corona con un éxito absoluto en los 3 discos que crearon juntos, su química no tiene precedentes y este punto es un referente en el mundo artístico.
En el invierno de 2002 se presentó con Alkisti Protopsalti en Studio Piraeus, donde obtuvo un gran éxito y dieron una serie de conciertos con entradas agotadas en Estados Unidos y Canadá .
En 2003, Remos apareció junto con Mimi Plessa, Kostas Hatzi, Yiannis Spanos, Antonis Vardis y George Theofanous. Con estas colaboraciones se lanzó un CD en vivo que fue doble platino.
En abril de 2004, Antonis Remos interpreta la canción de Mikis Theodorakis "Si recuerdas mi sueño", que se edita en un CD Single que incluye, además de "Si recuerdas mi sueño", poema de Nikos Gatsos y una versión de la canción "Agapi Mou" (Fedra) en poesía de Yiannis Theodorakis, así como dos versiones orquestales de "Si recuerdas mi sueño" de la orquesta de Mikis Theodorakis.
En el verano de 2004, la orquesta "Mikis Theodorakis" presentó la música de cine y teatro de Theodorakis. Una antología de los temas musicales que vistieron películas y obras del teatro contemporáneo con el actor principal Antonis Remos y los actores Petros Filippidis, Natasa Manisali y Yiannis Samsiaris.
En el invierno de 2004 se presentó en el "Athens Arena" con Giorgos Dalaras. Giorgos Theofanous escribe un dúo titulado "Lo único que sé" especialmente para esta colaboración.
En 2005 se lanza otro álbum, el último con canciones de Giorgos Theofanous, titulado "Como el viento". En este disco también participan tres cantantes: Marinella en la canción "Como el viento", Giorgos Margaritis en la canción "En el cuerpo" y el cantante italiano Massimo Di Cataldo en la canción "Por 100 vidas más". El disco va doble platino.
En el invierno de 2005, actúa nuevamente en el "Athens Arena", esta vez junto a Michális Chatzigiánnis.
Paralelamente al inicio de sus actuaciones y con motivo del décimo aniversario de su primera grabación, su compañía considera necesario lanzar una lujosa edición especial "Best Of", un triple álbum que contiene sus grandes éxitos. Se han recopilado los 36 mayores éxitos de Antonis Remos, mientras que algunos de ellos han sido remezclados por los mejores DJ y remezcladores internacionales. Junto a un libro de 20 páginas con fotos e información de los 10 años de carrera de la cantante.
En el invierno de 2006 Antonis Remos se presenta en el "Athens Arena", con Marinella. En abril de 2007, Marinella y Antonis Remos comienzan sus actuaciones en Tesalónica .
En junio de 2007, comienza la primera gran gira de Antonis Remos por toda Grecia en veinticinco ciudades junto con Onirama, una nueva banda emergente de Tesalónica .
Al mismo tiempo, el álbum "Antonis Remos in Concert feat. Onirama" grabado del concierto de Mad's Secret celebrado en febrero de 2007 en el estadio de esgrima cubierto de Olympic Properties.
Noviembre de 2007 lo encuentra por segundo año consecutivo al lado de Marinella .
En marzo de 2008, Antonis Remos y Sakis Rouvas unirán fuerzas en una gira mundial, dando 10 conciertos en América, Canadá, Australia y África .
En el invierno de 2008, Antonis Remos se presenta por primera vez solo en el "Athens Arena". Al mismo tiempo, se lanza su nuevo álbum personal con el título general "Verdades y mentiras", que inmediatamente se convirtió en platino.
En marzo de 2009, Antonis Remos realizó su primera gira europea con conciertos en Bruselas, Londres, Stuttgart, Frankfurt, Nuremberg, Dusseldorf, Estambul y Belgrado .
En noviembre de 2009, Antonis Remos regresa a Diogenis Studio para otra ambiciosa producción con el título general "Historias de amor".
Inmediatamente después, Antonis Remos partió para otra gira Sold Out, esta vez alrededor del mundo. Australia, Canadá y América son sus estaciones directas.

### Colaboraciones, nuevos récords (2011-presente)
Su álbum "Cerrad la boca" lanzado en 2011, fue cinco veces platino, mientras que sus conciertos dentro y fuera de Grecia fueron muy concurridos. En el invierno de 2011 colabora con Tolis Voskopoulos en Diogenis Studio. Una colaboración exitosa.
En 2013, el álbum de Antonis Remo fue lanzado con el título general "El corazón me lleva" y se convirtió en doble platino desde el primer mes de su lanzamiento, mientras se mantuvo en lo más alto de las listas con los 4 primeros sencillos del nuevo álbum.
Desde 2012, Antonis Remos ha iniciado varias colaboraciones internacionales con importantes artistas extranjeros como: Julio Iglesias (Mykonos 2014), Gloria Gaynor (Nueva York y Atenas 2014), Dany Brilliant (Mykonos 2015), Gipsy Kings (Mykonos 2016), Zeljko Joksimovic (Belgrado y Atenas), Tjiana Dapsevic (Belgrado) y  Eros Ramazzotti (Mykonos 2017).
En 2014, forma parte por primera vez del jurado de un concurso de canto televisivo (La Voz de Grecia) en ANT1. Al mismo tiempo, colabora con Anna Vissi en el multiespacio Pantheon, en el espectáculo de teatro musical One Or None.  En el verano del mismo año, Vissi y Remos realizaron una gira de verano con cinco grandes conciertos con entradas agotadas en Thessaloniki (02/07), Heraklion (07/07), Rhodes (11/07), Patras (14 /07 ) y Nicosia (03/09).
En 2015 colabora en Diogenis Studio, con Melina Aslanidou y Yiannis Zouganelis .
En 2016 colabora en Diogenis Studio con Christos Nikolopoulos y Glykeria, mientras que en el mismo verano Marinela, Christos Nikolopoulos y Andonis Remos cantan las canciones favoritas de Stelios Kazantzidis en una gira con entradas agotadas por Grecia y Chipre.
En diciembre de 2016, se lanzó el nuevo álbum de Antonis Remos titulado "Pedazos rotos del corazón" que se convirtió en doble platino desde la primera semana de su lanzamiento.
En septiembre y octubre de 2017, Antonis Remos realiza una gran gira con entradas agotadas en Canadá, América y Australia con Marinella. Después del final de las actuaciones, regresa a ANT1 para participar como juez en el concurso de canciones de televisión Rising Star.
El 15 de septiembre de 2018 el artista contrajo matrimonio con la modelo Ivonne Bosniak con quien ha tenido una hija.

.

## Discografía
- Antonis Remos (1996, 2xPlatino)
- Hora de seguir adelante (1998, 2xPlatino)
- All Over (1999, 2xPlatino)
- Vuela conmigo (2000, CD sencillo)
- Solo una noche (2001, 2xPlatinum)
- Todo el mundo eres tú (2001, CD sencillo, 2xPlatinum)
- Mi corazón, no te preocupes (2002, 4xPlatino)
- Mi corazón, no te preocupes Remix (2002)
- No hemos terminado Remix (2003)
- Un respiro (2003, 3xPlatino)
- Smile (2004, CD sencillo, 2xPlatinum)
- En vivo (2004, 2xPlatino)
- Edición Especial San Anemos / San Anemos (2005 / 2006, 2xPlatinum)
- Lo mejor de (2006, 2xPlatino)
- Marinella - Antonis Remos / EN VIVO (2007,Platino)
- Antonis Remos con Onirama CONCIERTO MAD SECRET (2007, Platino)
- Verdades y mentiras (2008, 2xPlatino)
- 2 historias de amor (2009, CD sencillo)
- Se acabaron los préstamos (2010, CD sencillo)
- Cerrad la boca (2011) (5xPlatino)
- Mi corazón me lleva (2013) (3xPlatino)
- Ya está hecho (2014) (single)
- Lo mejor de 2008-2014 (2014) (2xPlatino)
- Los pedazos rotos de mi corazón (2016) (3xPlatinum)
- OPA (Bonus Track) (2017) (single)
- No Estoy Escuchando A Nadie (Single) (2018) Panik Records
- La vida de otra manera (Single) (2018) Panik Records
- Aquí y ahora (Single) (2019) Panik Records
- All The Tears (Single) (2019) Panik Records
- Cuando Te Preguntaron (Single) (2020) Panik Records
- I'm Born Again (Single) (2021) Panik Records
- Todo Para Ti (Single) (2022) Panik Records